# 拉菲达·艾哈迈德·冰娅
拉菲达·艾哈迈德·冰娅（英語：Rafida Ahmed Bonya，1969年—），原名冰娅·艾哈迈德（Bonya Ahmed）和拉菲达·艾哈迈德（Rafida Ahmed），是一名是孟加拉裔美国作家、人道主义活动家兼博主。